# Ксилокопа райдужна
Ксилокопа райдужна або бджола-тесляр райдужна (Xylocopa iris) — вид комах з родини Apidae, один із 3 видів роду у фауні України. Запилювач багатьох ентомофільних рослин.

## Морфологічні ознаки
Довжина тіла 14–18 мм. Голова, груди та черевце із металево-синім блиском. Крила темні, з фіолетовим відливом. У самиць верхній зубець на зовнішній стороні задніх гомілок довший за нижній. У самців на передньому краї середньогрудей та 1 черевному тергумі розташовані перев'язки із сірих волосків.

## Поширення
Середземноморсько-азійський вид. Зустрічається в південній та південно-східній Європі, на Кавказі, Туреччині, Близькому та Середньому Сході, Північній Африці та Середній Азії. 
В Україні відомий з півдня (Одеська, Миколаївська, Херсонська, Запорізька, Донецька, Луганська області та Крим).

## Особливості біології
Імаго зустрічаються з кінця квітня до середини вересня. Дає одну генерацію на рік, зимує імаго. Антофіл, відмічений на рослинах із 12 родин, які мають спеціалізовані квітки (Boraginaceae, Lamiaceae та ін.). Гнізда вигризає в товстих стеблах трав'янистих рослин, де будує комірки лінійним рядом із перетинками з тирси. Субсоціальний вид подібно Xylocopa valga.

## Загрози та охорона
Чисельність знижується внаслідок скорочення місць для гніздування (сухі товсті стебла трав'янистих рослин) в результаті випалювання полезахисних лісосмуг, ксерофітних рідколісь та степових схилів гір, особливо на півдні України та в Криму, масового застосування гербіцидів. Значний негативний вплив має незаконне колекціонування комах у комерційних цілях.
Охороняється в Чорноморському БЗ, Луганському, Українському степовому, Кримському, Ялтинському гірсько-лісовому, Карадазькому, Казантипському, Опукському ПЗ та ПЗ «Мис Мартьян». Необхідно створити заказники в інших місцях мешкання виду.